# Kristian Jaak Peterson

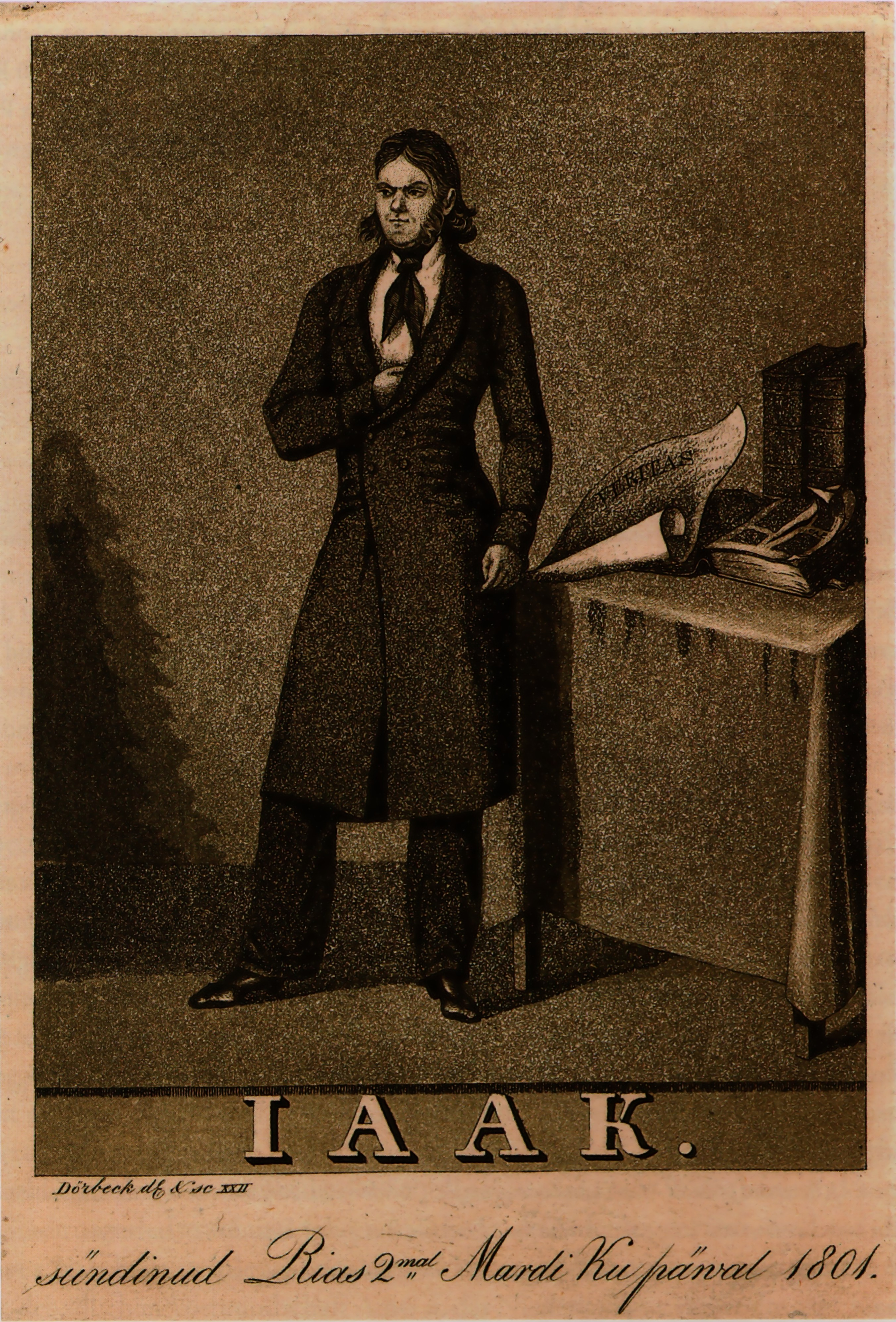
Kristian Jaak Peterson

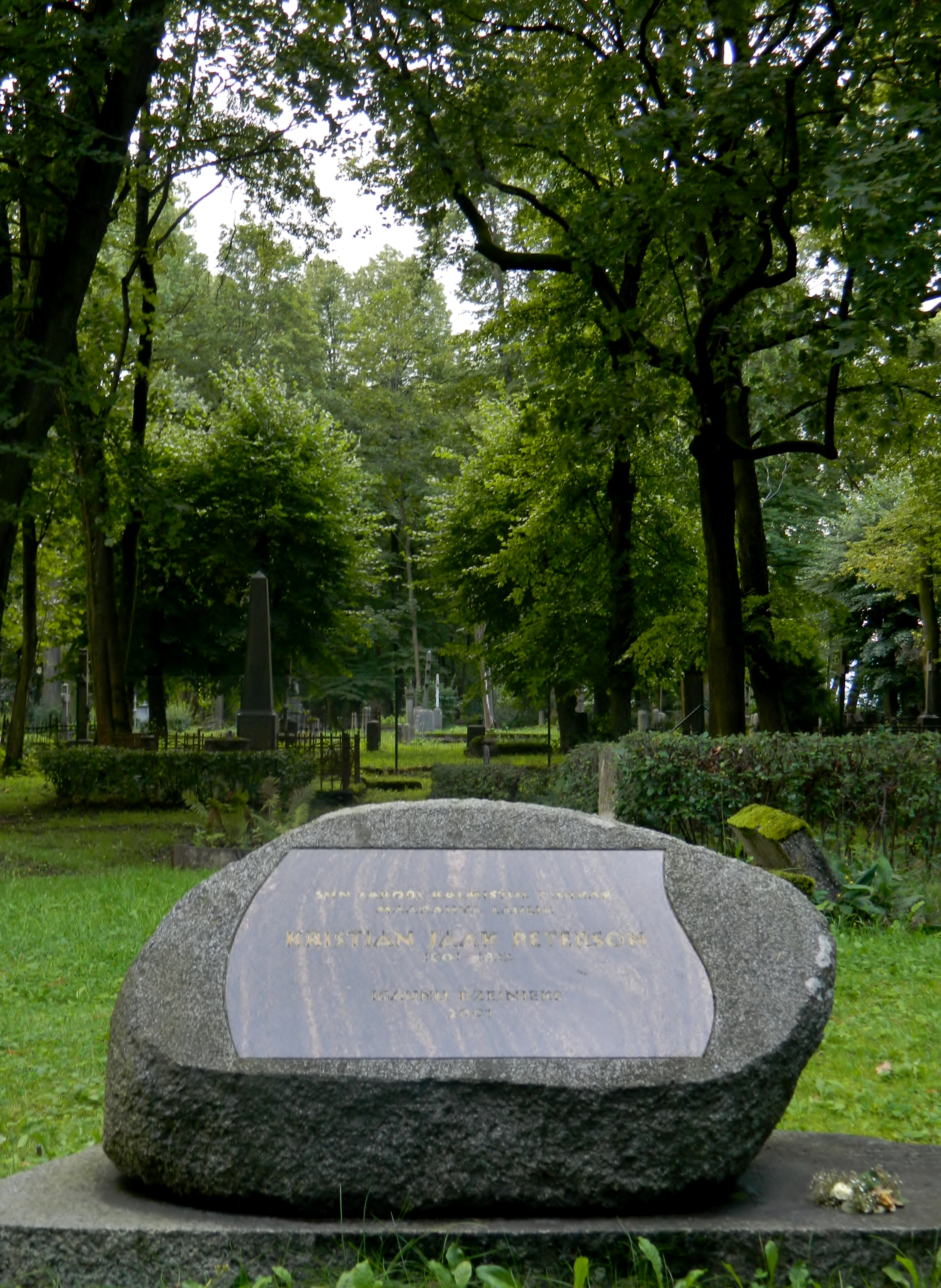
Kristjan Jaak Petersons Grab auf dem Pokrov-Friedhof in Riga

Kristian Jaak Peterson (* 2. Märzjul. / 14. März 1801greg. in Riga; † 23. Julijul. / 4. August 1822greg. ebenda) war ein estnischer Dichter.

## Leben und Werk
Peterson wird als einer der Begründer der estnischen nationalen Literatur und der modernen estnischen Poesie angesehen. Seit 1996 wird an seinem Geburtstag der Tag der Muttersprache (estnisch emakeelepäev) als nationaler Feiertag begangen.
kas siis selle maa keel, laulutuules ei või, taevani tõustes üles, igavikku omale otsida? (Kann nicht die Sprache dieses Landes, Im Winde des Gesangs, Zum Himmel aufsteigend, Die Ewigkeit suchen?)
Diese Zeilen aus seinem Gedicht Kuu wurden als Anspruch darauf verstanden, der estnischen Sprache ihre Daseinsberechtigung wiederzugeben. Die Kaiserliche Universität Dorpat war 1802 eröffnet worden, allerdings fanden die Vorlesungen auf Deutsch statt. Kristian Jaak Peterson war einer der ersten Studenten, die ihre estnische Herkunft betonten und zur nationalen Erweckung Estlands beitrugen.
Kristian Jaak Petersons Oden und Pastoralen umfassen zwei schmale Bände, die jedoch erst 100 Jahre nach seinem Tod erstmals veröffentlicht wurden. Früher, 1823, erschienen drei deutsche Gedichte von ihm. Bereits zu seinen Lebzeiten erfolgte die Veröffentlichung der deutschen Ausgabe der Mythologia Fennica von Kristfrid Ganander, eines Wörterbuchs der Finnischen Mythologie (das schwedische Original erschien 1789). Die Übersetzung fand zahlreiche Leser in Estland und beeinflusste die nationale Identität und Literatur bis in die ersten Jahrzehnte des 20. Jahrhunderts.
Peterson imitierte den Lebensstil der griechischen Zyniker und kleidete sich auffällig. Er trug einzelne Stücke traditioneller estnischer Kleidung, beispielsweise einen typischen langen schwarzen Mantel. Er war sehr sprachbegabt und eignete sich schnell Kenntnisse mehrerer Sprachen, sowohl alter wie moderner, an. Er schrieb philosophische Aufsätze und versuchte sich an einer schwedischen Grammatik.
Peterson starb im Alter von 21 Jahren an der Tuberkulose.

## Deutsche Übersetzungen von Petersons estnischen Gedichten
- Zum ersten Mal erschien unter dem Titel „Die Landessprache“ der oben zitierte Auszug aus dem Gedicht Kuu ('Mond') zusammen mit einem anderen Gedicht in: Estnische Gedichte. Übersetzt von W. Nerling. Dorpat: Laakmann 1925, S. 12–14.
- Dasselbe Gedicht findet sich in: Wir kehren heim. Estnische Lyrik und Prosa. Nachdichtungen von Martha v. Dehn-Grubbe. s. l.: Der Karlsruher Bote 1962, S. 28–29.
- Zwei andere Gedichte bringt: Estnische Lyrik. Übertragen von Tatjana Ellinor Heine. Brackenheim: Verlag Georg Kohl GmbH + Co 1981, S. 11–14.
- Die ausführlichste Zusammenstellung deutscher Übersetzungen seiner Gedichte stammt von Gisbert Jänicke in dem Sammelband IAAK (s. u.), wiederabgedruckt in: Estonia 1/2001, S. 25–45.